# Pico de Almançor

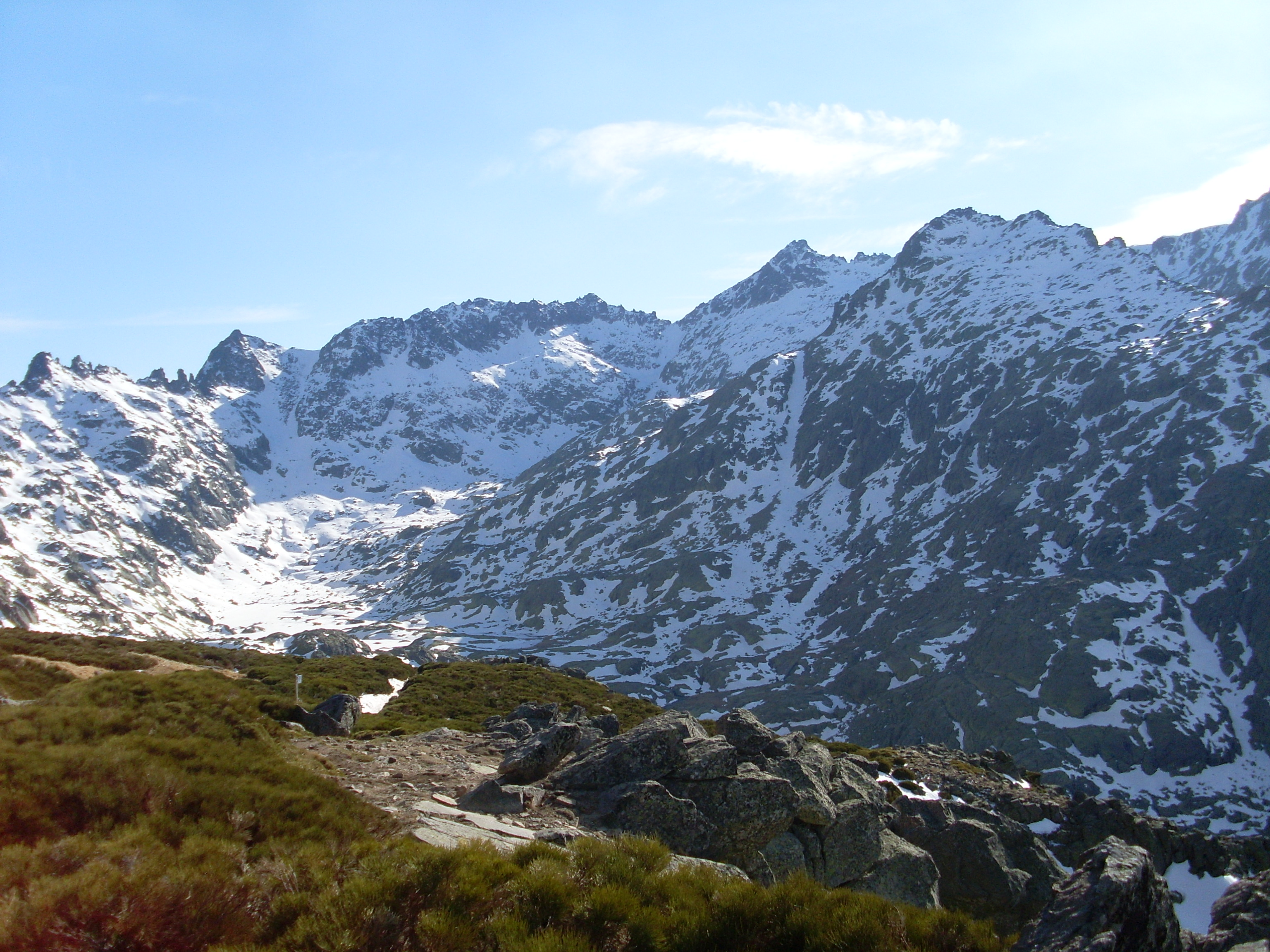
Vista do Circo de Gredos

O Pico de Almançor (em castelhano:  Pico Almanzor), cujo nome completo é Sítio do Mouro Almançor (em castelhano:  Plaza del Moro Almanzor), é o cume de maior altitude dos que coroam o chamado Circo de Gredos, no topo da Serra de Gredos. Situa-se no município de Candeleda, província de Ávila, em Espanha, próximo da província de Cáceres. Tem 2 592 m de altitude, o que faz dele o pico mais alto do Sistema Central e do centro da Espanha. Tem 1 690 metros de proeminência topográfica e 327,17 km de isolamento topográfico (o pico mais alto mais próximo é a Torre Blanca, um pico muito próximo da Torre del Llambrión, nos Picos de Europa).
É um pico pouco erodido, de orogenia alpina e formação granítica.

## Alpinismo
A ascensão só se recomenda a montanhistas com alguma experiência. Embora no verão não seja necessário qualquer equipamento para a realizar, no inverno, devido à neve e ao gelo, é recomendado o uso de cordas. A última fase da ascensão é classificada como escalada de segundo grau pela União Internacional das Associações de Alpinismo.
A rota normal de acesso é pela Laguna Grande de Gredos e refúgio J.A. Elola, Hoya Antón e as passagens Bermeja e Crampón. Além desta rota mais usual, há outra via de acesso, que começa na povoação de El Raso, usa um caminho florestal até El Hornillo, continua pela Peña de Chilla até coincidir com a rota da passagem Bermeja.
O cume foi escalado pela primeira vez em setembro de 1899 por M. González de Amezúa y José Ibrián Espada. A primeira ascensão realizada no inverno foi realizada em 1903 por Ontañon y Abricarro. Em 1960 foi colocada uma pequena cruz no cume.

## Origem do nome
O nome provém de Almançor (Al-Mansur, que em árabe significa "o vitorioso"), líder militar e religioso durante o Califado de Córdova. Almançor era um general e estadista na Espanha muçulmana (Al-Andalus) durante o final do século X. Muhammad bin Abi Amir era o seu verdadeiro nome — os mouros deram-lhe o cognome de "vitorioso" devido às vitórias que obteve durante a Reconquista contra os cristãos. Nas suas campanhas, Almançor passou diversas vezes pela zona montanhosa e diz-se que ficou cativado pela sua beleza.